# Émile de Kératry

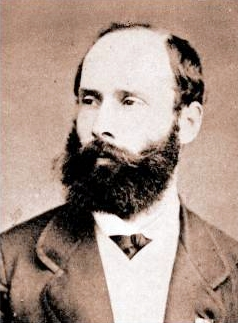
Émile de Kératry.

Émile de Kératry, född 24 mars 1832, död 6 april 1905, var en fransk greve, politiker och författare. Han var son till Auguste Hilarion de Kératry.
Kératry ingick till en början på den militära banan och deltog bland annat i Krimkriget och den Franska interventionen i Mexiko. Från 1865 var han redaktör för Revue moderne där han bekämpade Frankrikes mexikanska politik. 1869 blev han deputerad, 1870 polisprefekt i Prasi och senare prefekt i olika franska guvernement.